# Meelike Palli

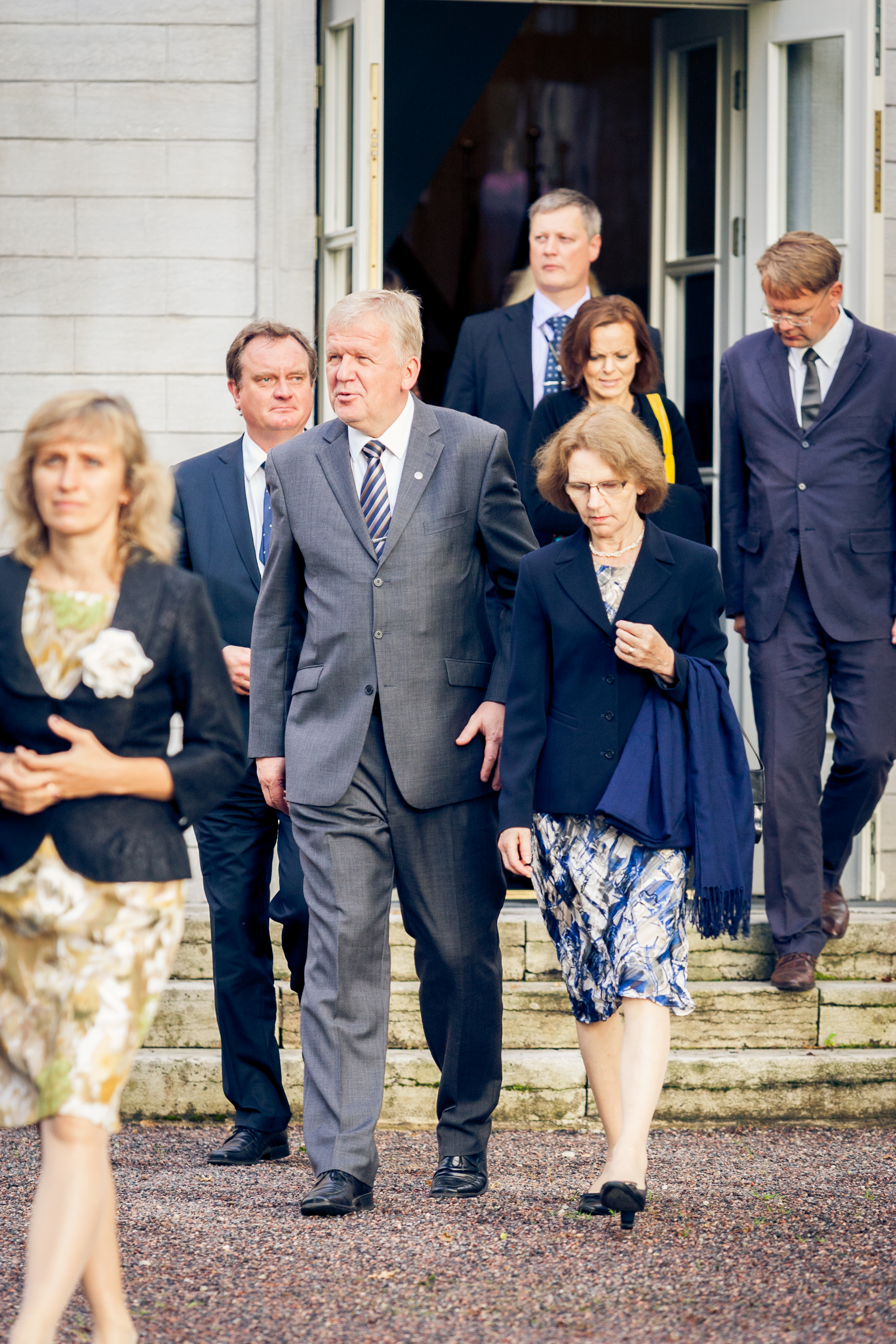
Meelike Palli e Mati Vaarmann

Meelike Palli (nascida em 20 de agosto de 1954) é uma diplomata e filóloga da Estónia.
Em 1977 ela formou-se na Universidade Estatal de Tartu . De 1977 a 1992 ela trabalhou na Biblioteca Nacional da Estónia. Em 1992, ela começou a trabalhar para o Ministério das Relações Externas da Estónia. Entre 1997 e 1999 foi encarregada de negócios ad interim da Estónia em Portugal. De 2006 a 2011 foi Embaixadora da Estónia na Dinamarca.
Em 2005 ela foi premiada com a Ordem da Estrela Branca, III classe.